# Westerbeeksloot (landgoed)

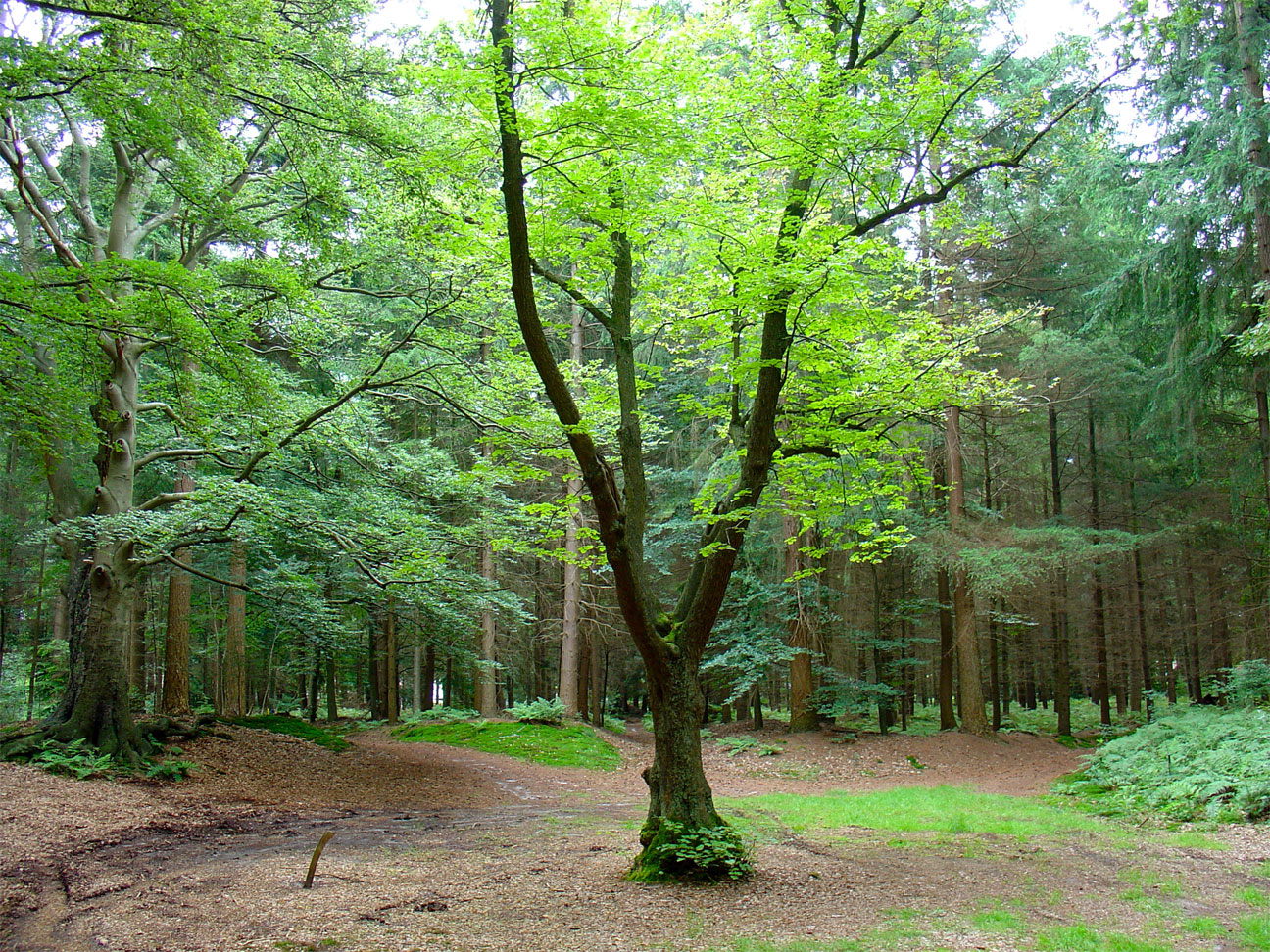
Het Sterrebosch anno 2009 in het voormalige landgoed Westerbeeksloot met een linde die omstreeks 1700 zou zijn geplant

Westerbeeksloot is een voormalig landgoed in de plaats Frederiksoord in de Nederlandse provincie Drenthe.
In 1614 kocht François van Westerbeek, de commandeur van de vesting Steenwijk, gronden van de markegenoten van Vledder om die te ontginnen. Hij liet voor de afvoer van turf een kanaal graven, dat de Westerbeeksloot genoemd werd. De gronden werden deels ontgonnen en François bouwde er het eerste huis Westerbeeck. In 1726 werd de, in Steenwijk geboren, Amsterdamse zijdehandelaar Stephen van Royen eigenaar van het gebied. Het door François Westerbeek gebouwde huis Westerbeeck diende ook als woonhuis voor de familie van Royen. In 1766 kwam het gebied in het bezit van de familie Van Heloma uit Heerenveen. Het oude huis Westerbeeck bleef echter in het bezit van de familie van Royen, die hier bleef wonen. Nicolaas van Heloma bracht het gebied verder tot ontwikkeling. Hij liet er een nieuw herenhuis bouwen, dat eveneens Huis Westerbeek werd genoemd. Ook liet Van Heloma een tapperij bouwen aan de vaart (Westerbeeksloot), het huidige hotel Frederiksoord. Op het landgoed werd in Franse stijl een zogenaamd Sterrebosch aangelegd.
In 1817 verkocht de familie Van Heloma het landgoed aan de oud-burgemeester van Ruinen, R.A.L. Nobel. Deze verkocht het landgoed een jaar later, na bemiddeling door de burgemeester van Vledder Stephanus Jacobus van Royen, aan de Maatschappij van Weldadigheid. Deze maatschappij, onder leiding van Johannes van den Bosch, begon op dit landgoed zijn eerste proefkolonie in het kader van de armoedebestrijding in Nederland. De proefkolonie werd aanvankelijk naar het landgoed Westerbeeksloot genoemd. Al spoedig kreeg het de naam van de voorzitter van de maatschappij, Frederik de tweede zoon van de toenmalige koning Willem I, en werd omgedoopt tot Frederiksoord. Huis Westerbeek fungeerde in de eerste periode na 1818 als woning van Johannes van den Bosch. Sinds de restauratie van 1975 is het het hoofdkantoor van de Maatschappij van Weldadigheid.

## De naam Westerbeek
Er is een directe relatie tussen de Drentse namen Westerbeek en Westerbeeksloot en het Haagse kasteel Westerbeek. De stichter van Westerbeeksloot, François van Westerbeek, was een kleinzoon van Adam Claesz van Westerbeek, heer van Vittelevoort, koper en bewoner van het genoemde kasteel.